# 307-й стрелковый полк
307-й стрелковый полк — в составе 61-й стрелковой дивизии (1-го формирования) и 61-й стрелковой дивизии (2-го формирования).

## В составе 61-й стрелковой дивизии 1-го формирования
В составе 61-й стрелковой дивизии 1-го формирования стрелковый полк с 1939-го по июнь 1941-го года дислоцировался на территории Пензенской области в городе Каменка совместно с другими подразделениями и частями дивизии (55-й лап, 112-й сапб).
На 2 июля 1941 года полк находился в обороне в районе Гадиловичи, во втором эшелоне 61-й сд по реке Днепр. 13 июля в наступлении от Рогачёва в направлении Фалевичи. Утром 14 августа генерал-лейтенант Петровский отдал предварительное распоряжение на отход 61-й дивизии на восточный берег Днепра. 

## В составе 61-й стрелковой дивизии 2-го формирования
Полевая почта 13286 — это 307 сп 61 сд. В 1945 году этот полк воевал в Восточной Пруссии.

## Герои
- Вальков Василий Матвеевич, подполковник, командир 307-го стрелкового полка.
- Кочетов Николай Фёдорович, старшина, помощник командира взвода стрелковой роты 307 стрелкового полка.
- Магдесян Хугас Матевосович 23.11.1925-13.08.1944. Уроженец села большие Салы Мясниковского района Ростовской области. В 1943 году в возрасте 18 лет был призван на войну  в 307 стрелковый полк  61 стрелковой дивизии. В боях за освобождение Белоруссии проявил себя храбрым и мужественным воином. В июле 1944 года в районе села Леошки Картуз-Березовского района Брестской области вывез с поля боя 30 человек раненных красноармейцев. Будучи четырежды ранен рядовой Магдесян Хугас  подлежал эвакуации в госпиталь, но остался выполнять боевые задания в полку.  На пятый  раз осколком артиллерийского снаряда противника был тяжело ранен с ампутацией ноги. Истекающего кровью тов. Магдесян Хугаса до санитарного подразделения не довезли. Умер 13 августа 1944 года в возрасте 19 лет на территории Польши. Похоронен в деревне Староволя ( Starowola)  Янувского уезда Варшавского воеводства. За выполнение боевых заданий командования  и проявленные при этом  мужество,героизм и отвагу Магдесян Хугас Матевосович был награждён орденами Славы  2 и 3 степени.